# Scottish Women’s Premier League Cup
Der Scottish Women’s Premier League Cup ist ein Fußballwettbewerb im Frauenfußball in Schottland, der derzeit aus Sponsorengründen als Sky Sports Scottish Women’s Premier League Cup ausgetragen wird. Der Ligapokal steht nur den Mannschaften der Scottish Women’s Premier League offen. Es gibt vier Runden, einschließlich des Finales, die im K.-o.-System ausgespielt werden. Der Wettbewerb wurde 2002/03 zusammen mit der Scottish Women’s Premier League ins Leben gerufen und der erste Gewinner des Pokals war der FC Kilmarnock. Die Trophäe wurde am häufigsten von Hibernian Edinburgh gewonnen, nämlich sieben Mal.

## Sponsoren
Der Scottish Women’s Premier League Cup hatte durch verschiedene Sponsoren folgende Namen:
- Scottish Building Society Scottish Women’s Premier League Cup (2018–2020), Sponsor: Scottish Building Society
- Sky Sports Scottish Women’s Premier League Cup (seit 2022), Sponsor: Sky Sports

## Die Endspiele im Überblick
| Saison   | Sieger               | Ergebnis             | Finalist             |
| -------- | -------------------- | -------------------- | -------------------- |
| 02024/25 | Glasgow Rangers      | 5:0                  | Hibernian Edinburgh  |
| 02023/24 | Glasgow Rangers      | 4:1                  | Partick Thistle      |
| 02022/23 | Glasgow Rangers      | 2:0                  | Hibernian Edinburgh  |
| 02021/22 | Celtic Glasgow       | 1:0                  | Glasgow City FC      |
| 02020/21 | nicht ausgetragen... | nicht ausgetragen... | nicht ausgetragen... |
| 02020    | abgebrochen...       | abgebrochen...       | abgebrochen...       |
| 02019    | Hibernian Edinburgh  | 4:2 n. E.            | Glasgow City FC      |
| 02018    | Hibernian Edinburgh  | 9:0                  | Celtic Glasgow       |
| 02017    | Hibernian Edinburgh  | 4:1                  | Celtic Glasgow       |
| 02016    | Hibernian Edinburgh  | 2:1                  | Glasgow City FC      |
| 02015    | Glasgow City FC      | 2:1 n. V.            | Hibernian Edinburgh  |
| 02014    | Glasgow City FC      | 3:0                  | Hibernian Edinburgh  |
| 02013    | Glasgow City FC      | 5:0                  | FC Spartans          |
| 02012    | Glasgow City FC      | 5:1                  | FC Spartans          |
| 02011    | Hibernian Edinburgh  | 5:2                  | FC Spartans          |
| 02010    | Celtic Glasgow       | 4:1                  | FC Spartans          |
| 02009    | Glasgow City FC      | 3:1                  | Hibernian Edinburgh  |
| 02008/09 | Glasgow City FC      | 3:0                  | FC Spartans          |
| 02007/08 | Hibernian Edinburgh  | 4:0                  | FC Queen’s Park      |
| 02006/07 | FC Spartans          | 4:1                  | Hibernian Edinburgh  |
| 02005/06 | FC Kilmarnock        | 3:2                  | Glasgow City FC      |
| 02004/05 | Hibernian Edinburgh  | 6:1                  | Raith Rovers         |
| 02003/04 | FC Kilmarnock        | 3:1                  | Glasgow City FC      |
| 02002/03 | FC Kilmarnock        | 2:0                  | Glasgow City FC      |

### Rangliste der Sieger
| Verein              | Siege | Jahr(e)                                        |
| ------------------- | ----- | ---------------------------------------------- |
| Hibernian Edinburgh | 7     | 2004/05, 2007/08, 2011, 2016, 2017, 2018, 2019 |
| Glasgow City FC     | 6     | 2008/09, 2009, 2012, 2013, 2014, 2015          |
| FC Kilmarnock       | 3     | 2002/03, 2003/04, 2005/06                      |
| Glasgow Rangers     | 3     | 2022/23, 2023/24, 2024/25                      |
| Celtic Glasgow      | 2     | 2010, 2022                                     |
| FC Spartans         | 1     | 2006/07                                        |